# Хуберт Фихте (награда)
Литературната награда „Хуберт Фихте“ (на немски: Hubert-Fichte-Preis) на град Хамбург се присъжда от 1995 г. на всеки три години, а от 2004 г. – на всеки четири години в памет на хамбургския писател Хуберт Фихте. Наградените трябва да показват в творчеството си по възможност ясно отношение към град Хамбург.
Отличието е на стойност 7500 €.
Наградата „Хуберт Фихте“ произлиза през 1995 г. от литературната награда „Александер Цин“.

## Носители на наградата
- 1995: Гинка Щайнвакс
- 1998: Бригите Кронауер
- 2001: Пер Хултберг
- 2004: Франк Шулц
- 2008: Карен Дуве
- 2012: Тине Юбел
- 2016: Михаел Вайнс